# 西科斯基 XV-2
Sirkosky XV-2為一種計劃中的實驗性可停止旋翼飛機(為垂直升降飛機)，為美國空軍和美國陸軍的聯合研究計劃。該計劃在開始建造原型之前就被取消了。

## 發展
XV-2美國空軍和美國陸軍聯合計劃的一部分。該計劃旨在探索開發一種新型航空技術，他們希望這種飛機可以像直升機一樣起降，但類似於傳統飛機的飛行速度。XV-2的可停旋翼設計旨在使其能夠像傳統直升機一樣低速懸停和飛行。它採用單轉子設計；配重為旋翼系統提供穩定性，而尖端噴氣裝置為旋翼提供動力，旋翼在停止時縮回上機身，然後 XV-2 像三角翼上的傳統飛機一樣飛行。 而XV-2則是藉由噴氣發動機前進。 
XV-2原型機序列號為53-4403，但該項目在開始建造前就被取消了。

## 相關機型
McDonnell XV-1
Bell XV-3

### 引用
1. ↑  Boyne 1984, p.178.
2. ↑  Sikorsky 2007, p.84.
3. ↑  Allen 1993, p.4-5.
4. ↑  Pearcy 1993, p.103.

### 书目
- Allen, Francis J. . AAHS Journal (Huntington Beach, CA: American Aviation Historical Society). Spring 1993, 38 (1).
- Boyne, Walter J. . Washington, DC: Smithsonian Institution Press. 1984. ISBN 978-0874742794.
- Pearcy, Arthur. . Annapolis, MD: Naval Institute Press. 1993. ISBN 978-1557502582.
- Sikorsky, Sergei I. . Images of Aviation. Charleston, SC: Arcadia Publishing. 2007. ISBN 978-0738549958.

## 外部連結
（页面存档备份，存于）